# Carlos Manuel Pires Correia
Carlos Manuel Pires Correia ComIP (Castelo Branco, 1947) é um escritor e professor universitário português. A sua obra abrange a literatura, o teatro, a pedagogia, e destaca-se como pioneiro no desenvolvimento de aplicações multimédia em seu país. Nesta área de investigação supervisionou mais de uma centena de aplicações, tendo algumas sido premiadas, nacional e internacionalmente.

## Biografia
Na juventude foi jornalista, tendo vindo mais tarde a colaborar em televisão na RTP, onde foi autor e apresentador de programas de divulgação literária.
A interacção do conjunto de actividades no jornalismo, na televisão e na escrita criativa esteve na origem de projectos de investigação sobre linguagens multimédia, área onde desenvolve aplicações desde os primeiros anos da década de 1990.
É director do Centro de Investigação para Tecnologias Interactivas na Universidade Nova de Lisboa e responsável pela área de E-learning na Faculdade de Ciências Sociais e Humanas da mesma instituição onde se doutorou e prestou provas de agregação.

## Obras

### Obra Literária
- A Locomotiva Tchaaf, Infanto-Juvenil (1980). Reedições em 1986 e 2007.
- O Pífaro Lá Mi Fá Sol, Infanto-Juvenil (1980). Reedições em 1986 e 1987.
- Job, o Ás do Bilas, Infanto-Juvenil(1980). Reedições em 1986 e 1987.
- O Búzio de Nacar, Infanto-Juvenil. (1981)Reedições em 1986.
- O Pião das Nicas, Infanto-Juvenil (1993).
- O Sétimo Descarrilamento, (co-autor) Infanto-Juvenil (1985).
- De Que São Feitos Os Sonhos, Antologia (1986).
- Alex, o Amigo Francês, Juvenil (1987).
- A Paixão do Mascarilha Negra, Juvenil(1987).
- Ulipsis, A Cidade Submersa, Infanto-Juvenil(1987).
- As Quatro Estações (Antologia - Verão), Infanto-Juvenil (1988). Reedição em 2004.
- Modernos Escritores da Beira Baixa, Antologia (1988).
- Um Pássaro no Psicólogo, Juvenil (1988). Reedição em 2007.
- Berlindes de Cristal, Infanto-Juvenil (1988).
- História da Gata Virgulina, Infanto-Juvenil (1988).

- O Estranho Caso do Vírus Diabólico (Colecção SOS Informática), Juvenil (1991).
- O Caso da Impressora Estrangulada (Colecção SOS Informática), Juvenil (1991).
- O Caso do Monitor Assombrado, (Colecção SOS Informática), Juvenil (1991).

- Uma Chupeta no Meio da Ponte, Juvenil, (2007).

#### Coleção “1001 Detectives”
Em co-autoria com Natércia Rocha e Maria Alberta Menéres, criou e escreveu:
1. O Mistério do Falcão Azul, Juvenil (1987). Reedição em 1989.
2. O Mistério do Carburador Salgado, Juvenil (1987). Edição em 1989.
3. Mistério das Bonecas Holandesas , Juvenil (1988). Reedição em 1990.
4. O Mistério do Nevão Assombrado , Juvenil (1989).
5. O Mistério da Carruagem 13 , Juvenil (1989).
6. O Mistério da Marioneta Assassina , Juvenil (1989).
7. O Mistério das Portas Mal Fechadas , Juvenil (1990).
8. O Mistério do Bota d'Ouro , Juvenil (1990).
9. O Mistério do Motorista Chinês , Juvenil (1990).
10. O Mistério do Poço da Morte , Juvenil (1987). Reedição em 1989.
11. O Mistério do Crime Mais que Perfeito , Juvenil (1990).
12. O Mistério do Passageiro de Peúgas Amarelas , Juvenil (1991).
13. O Mistério das Motas Sepultadas, Lisboa, Caminho, 1992;
14. O Mistério das Galinhas Espavoridas, Lisboa, Caminho, 1.a ed. (1991) e 3.a ed. 1992.
15. O Mistério das Motas Sepultadas, Lisboa, Caminho (1992)
16. O Mistério da Ruiva Ifigénia, Lisboa, Caminho (1992)
17. O Mistério dos Cheques Carecas, Lisboa, Caminho (1993).

### Obras Teatrais
- Saltimbancos (1980).
- O Chapéu Mágico (1982).
- À Laminuta (1983).
- Carnaval Infernal (1988).
- A Revolta dos Micróbios, (Adaptação) (1988).
- Os Cozinheiros d'Oz (1988).
- O Sabor dos Sonhos (1988).

### Obras Pedagógicas
- Moderno Dicionário das 8000 Palavras (1982). Reedições em 1985, 1986 e 1988.
- Aller-Retour (1984), Reedição em 1986.
- O Ataque Pirata à Cordilheira Dental, Banda Desenhada (1989).
- Formação Profissional em Disco Compacto Interactivo, Pedagogia (1991). Reedição 1998.
- Vem Ler Comigo (co-autor) (1991).
- Multimédia de A a Z. Obra para as universidades (1997).
- Multimédia on/off line. Obra para as universidades (1997).
- Televisão Interactiva - A Convergência dos Media. Obra para as universidades(1998).
- Os Desafios Multimédia Na Formação Profissional. Obra para as universidades (1999).
- Educação, Cognição e Desenvolvimento, Antologia, Pedagogia. Colectânea para as universidades (2001).
- O Que é o E-Learning, co-autor. Obra para as universidades (2007).
- Sociedade da Informação - O Percurso Português. Colectânea para as universidades (2007).

### Obras Multimédias
Na qualidade de Director do C.I.T.I. - Centro de Investigação para Tecnologias Interactivas da Universidade Nova de Lisboa - Carlos Correia dirigiu, ou supervisionou as seguintes aplicações:
- LISBOA, CDi sobre a capital portuguesa integrado no catálogo internacional "City Portraits", da Philips Media (1993).
- O TRIUNFO DO BARROCO, CDi realizado no Programa IMPACT 2, da DGXIII da Comissão Europeia; integra o catálogo internacional "Great Art Series", da Philips Media(1994).
- KARAOKE DE MÚSICA POPULAR PORTUGUESA, CDi integrado no catálogo internacional da Philips Interactive Media Systems, "Karaoke Classics"(1994).
- BOLETIM DO TRABALHO E EMPREGO - CD-ROM da REGULAMENTAÇÃO DO TRABALHO, encomendado pelo Ministério do Emprego e da Segurança Social, contendo toda a legislação laboral constante do Boletim de Trabalho e Emprego (BTE) e da RegTrab (Regulamentação do Trabalho) entre 1978 e 1994, (1994), com edições sucessivas até 2006.
- TALVEZ...., Apresentação multimédia musical de Pedro Abrunhosa e os Bandemónio em CD-I, baseado no disco "Viagens" editado pela Philips Media (1995).
- ARTE RUPESTRE NO VALE DO CÔA, Projecto em CDi e de apresentação do espólio de gravuras e pinturas no vale do rio Côa, edição do I.P.P.A.R.- Instituto Português do Património Arquitectónico e Arqueológico, editado pela Philips Media (1995).
- Concepção, programação e edição do site do C.I.T.I. – Centro de Investigação para Tecnologias Interactivas (1995).
- Concepção, programação e edição do site de PEDRO ABRUNHOSA (1995).
- KARAOKE DO FADO, a CDi de fado, editado pela Philips Media (1995).
- Concepção, programação e edição do site do MINISTÉRIO DA QUALIFICAÇÃO E EMPREGO - MQE. Top 100 da Internet em 1998 (1996).
- Concepção, programação e edição do site do CENTRO JACQUES DELORS - TOP 100 da Internet em 1998 (1995).
- "WEB TV SOBRE PEDRO ABRUNHOSA". Protótipo encomendado pela TELEPAC para a Expo Telecom, realizada em Novembro (1995).
- PRONTUÁRIO ORTOGRÁFICO E GUIA DA LÍNGUA PORTUGUESA, em CD-ROM. Edição da Editorial Notícias (1997)
- Autoria do projecto AUTO DAS MUY DESVAIRADAS PARTES E DA ÍNDIA, em colaboração com o Teatro Nacional de D. Maria II e a Portugal Telecom, levado à cena no Fórum Telecom, Lisboa (1997).
- Concepção, programação e edição do site CULTUR@, TOP 100 da Internet em 1997 e 1998 (1997).
- AUTO DA ÍNDIA - TEATRO INTERACTIVO - CD-ROM vocacionado para o Ensino Secundário, Ed. Edinova (1998).
- Concepção, programação e edição do site do MINISTÉRIO DA ECONOMIA (1998).
- MACAU, CIDADE INTERACTIVA - CD-ROM de divulgação do território de Macau, encomenda do Governo Local (1998).
- MBA Europeu em Audiovisual e Multimédia. Projecto em consórcio com as Universidades de Atenas, Metz, Lapónia e o Instituto de Comércio e Economia St. Louis-Bruxelas (1998)..
- ULISSES - UMA VIAGEM INTERACTIVA - CD-ROM para o Ensino Básico, com a colaboração da escritora Maria Alberta Menéres, Ed. Edinova (1999).
- LÍRICA DE CAMÕES - CD-ROM para o Ensino Secundário e Universitário, Edição Edinova (1999).
- Concepção, programação e edição do site do TEATRO NACIONAL DE D.MARIA  II (1999).
- Concepção, programação e edição do site do MOSTEIRO DOS JERÓNIMOS, TORRE DE BELÉM E IGREJA DOS JERÓNIMOS, para o IPPAR - Instituto Português do Património Arquitectónico (2000).
- ATLAS JUDICIAL EUROPEU - Base de dados on-line de Portugal, da Bélgica e do Luxemburgo, realizada em colaboração com a Direcção Geral de Serviços de Informática do Ministério da Justiça (2000).
- Concepção, programação e edição do site do SUPREMO TRIBUNAL ADMINISTRATIVO (S.T.A.) (2000).
- Realização da PLATAFORMA DE E-LEARNING, utilizada nos 30 centros que integram a Rede de Centros de Recursos em Conhecimento (R.C.R.C.) Ministério do Trabalho e da Solidariedade (2000).
- Concepção programação e edição de 3 CD-ROM contendo o INVENTÁRIO ARTÍSTICO DE PORTUGAL iniciativa da Academia Nacional de Belas Artes e I.P.P.A.R. - Instituto Português do Património Arquitectónico (2000).
- E-TUTOR, sistema multimédia de ensino assíncrono, assistido por agente conversacional, uma encomenda do ITIJ, do Ministério da Justiça - cursos sobre Cursos sobre Acesso à Internet, Utilização do Sistema de Correio Electrónico e Videoconferência (2001).
- AUTOCONTROLO DA ASMA - CD-ROM encomendado pela Direcção Geral da Saúde, do Ministério da Saúde, para distribuição gratuita em Centros de Saúde e Escolas (2001).
- Concepção, programação e edição do site do SUPREMO TRIBUNAL DE JUSTIÇA (2002).
- TEATRO DE GIL VICENTE - Auto da Alma, Pranto de Maria Parda e Farsa de Inês Pereira. Concepção, produção e realização de 3 peças de teatro editadas em CD-ROM e na Internet (2002).
- Concepção, programação e edição do Projecto HIPERVÍDEO, inserido no site da Câmara Municipal de Castelo Branco. Aplicação de vídeo interactivo, onde o utilizador desempenha o papel de "pivot" de um painel de entrevistas interactivas (2003).
- Concepção, programação e edição do site do JORNAL BLITZ (2003).
- Concepção, programação e edição do BELGAIS - PROJECTO EDUCATIVO, inserido no site da Câmara Municipal de Castelo Branco (2003).
- Concepção, programação e edição da REDACÇÃO VIRTUAL DA REDE  EXPRESSO (2004).
- Concepção, programação e edição do SOFTWARE DE GESTÃO DO PROJECTO BEIRA BAIXA DIGITAL (2004).
- Concepção, programação e edição de 16 LIVROS ELECTRÓNICOS inseridos na BIBLIOTECA BÁSICA CIÊNCIA VIVA (2005).
- Sítio da BANDA D, Clube de Jovens interessados nas leituras científicas (2005).
- Concepção, programação e edição do site do DEPARTAMENTO DE CIÊNCIAS MUSICAIS da Universidade Nova de Lisboa (2005).
- Concepção, produção e realização de um vídeo de apresentação para o novo SISTEMA DAS FRONTEIRAS ELECTRÓNICAS (2006).
- Concepção e programação de 6 sites para o SEF- Serviço de Estrangeiros e Fronteiras: Seminário Luso-Brasileiro, Acordos de Brasília, Apresentação do SEF, Novas Instalações, e Centro de Contacto (2006).
- Concepção, programação e edição do sítio sobre IMIGRAÇÃO em Portugal (2006).
- Concepção, programação e edição do sítio do PASSAPORTE ELECTRÓNICO PORTUGUÊS (2006).
- Concepção e produção do CLUBE DE LEITURAS, uma plataforma de blogs inovadora, integrada no Plano Nacional de Leitura (2007).
- Concepção e produção SÍTIO DO MINISTÉRIO DA ADMINISTRAÇÃO INTERNA (2007).
- SEF TV – Serviço de Televisão na Net para o Serviço de Estrangeiros e Fronteiras (2007).
- Sítio das FRONTEIRAS ELECTRÓNICAS (2007).

### Programas de divulgação literária na R.T.P.
A colaboração com as estações de televisão circunscreveu-se à R.T.P. Entre 1983 e 1990, o Autor concebeu e apresentou os seguintes programas sobre literatura para jovens e crianças:.
- Série TEATRO JOVEM (15 programas de divulgação do teatro escolar com 30 minutos cada), 1990;

- Série LIVROS JOVENS (26 programas de divulgação literária de 15 minutos cada) 1987 e 1988;

- Série CLUBE DE LEITURA (19 programas de divulgação literária, realizados em 19 escolas do país, com cerca de 30 minutos cada), 1984 e 1985;

- Apresentador da série CRIANÇAS E LIVROS (16 programas de divulgação literária de 20 minutos cada), 1983.

## Outras actividades

### Jornalista
- Jornalista no jornal República entre 1969 e 1971;
- Jornalista na revista Vida Mundial entre 1970 e 1972;
- Director da Revista Cd-In, 1995-96.
- Colaborador do jornal Expresso entre 1999 e 2001.

## Prémios

### Obras Premiadas na Literatura

#### Prémios Internacionais
- «Honour List» do Prémio Hans Christian Andersen, Cambridge, Inglaterra, 1982 (Locomotiva Tchaaf)

#### Prémios Nacionais
- Grande Prémio Gulbenkian de Literatura para Crianças e Jovens (Prémio Revelação para o melhor inédito sendo o autor um estreante), Lisboa, 1980 (Locomotiva Tchaaf)

- Grande Prémio Gulbenkian de Literatura para Crianças e Jovens (Recomendado para publicação), Lisboa, 1980 (Job, o Ás do Bilas)

- Grande Prémio Gulbenkian de Literatura para Crianças e Jovens (Recomendado para publicação), Lisboa, 1980 (Pífaro Lá Mi Fá Sol)

- Prémio Revelação de Literatura Infanto-Juvenil APE/IPLB (Menção Honrosa), 1983 (Pião das Nicas).

- Prémio o Ambiente na Literatura Infantil (1986) para a obra (O Sétimo Descarrilamento).

### Obras Premiadas no Teatro
- Prémio de Teatro Garrett, da Secretaria de Estado da Cultura (menção honrosa na categoria de teatro infantil), 1986 (O sabor dos sonhos)

- Prémio de teatro do TEP (Teatro Experimental do Porto), 1983, para a obra (A Laminuta)

- Prémio de Teatro da Radiotelevisão Portuguesa, 1983 (O chapéu mágico).

- Prémio de Teatro Garrett, da Secretaria de Estado da Cultura (Segundo Lugar), 1980 (Saltimbancos).

### Obras Premiadas no Multimédia
- Na qualidade de Director do C.I.T.I. - Centro de Investigação para Tecnologias Interactivas da Universidade Nova de Lisboa - Carlos Correia foi distinguido com os seguintes prémios:

#### Prémios Internacionais
- Möebius, Prémio Especial do Júri pela obra em CD-I «O Triunfo do Barroco», atribuído na Universidade Autónoma de Barcelona, em Maio de 1995.

- Prémio Philips, pela participação na implementação do sistema multimédia CD-I (disco compacto interactivo), outorgado em Paris, em 1993.

#### Prémios Nacionais
- 1º Prémio (Universidades) do V Concurso de Software, promovido pela MICROSOFT, para o sistema E-TUTOR, no ano de 2002.

- Menção Honrosa do VII Concurso de Software, promovido pela MICROSOFT, para a aplicação Plataforma Multimédia de Aprendizagem, no ano de 2001.

- 1º Prémio no concurso de Software Educativo, promovido pelo Ministério da Educação para o CD-ROM LÍRICA DE CAMÕES, Ed. Edinova Interactiva, Lisboa, em 1999.

Sob a sua direcção, o C.I.T.I. viu a sua Página CULTURA distinguida pelo júri do Centro Atlântico, tendo o direito a figurar no TOP 100 das melhores páginas portuguesas nos anos de 1997, 1998, 1999 e 2000.

### Prémios ao Autor
- Carlos Correia foi «Personalidade do ano nas áreas da Cultura e Arte», prémio promovido pela TELEPAC - Portugal Telecom, em 1998.

- Carlos Correia foi distinguido com a Medalha de Mérito Cultural (Grau Ouro), pela Câmara Municipal de Oeiras, 1989

- Comendador da Ordem da Instrução Pública (10 de Junho de 2010).[3]